# Могікани

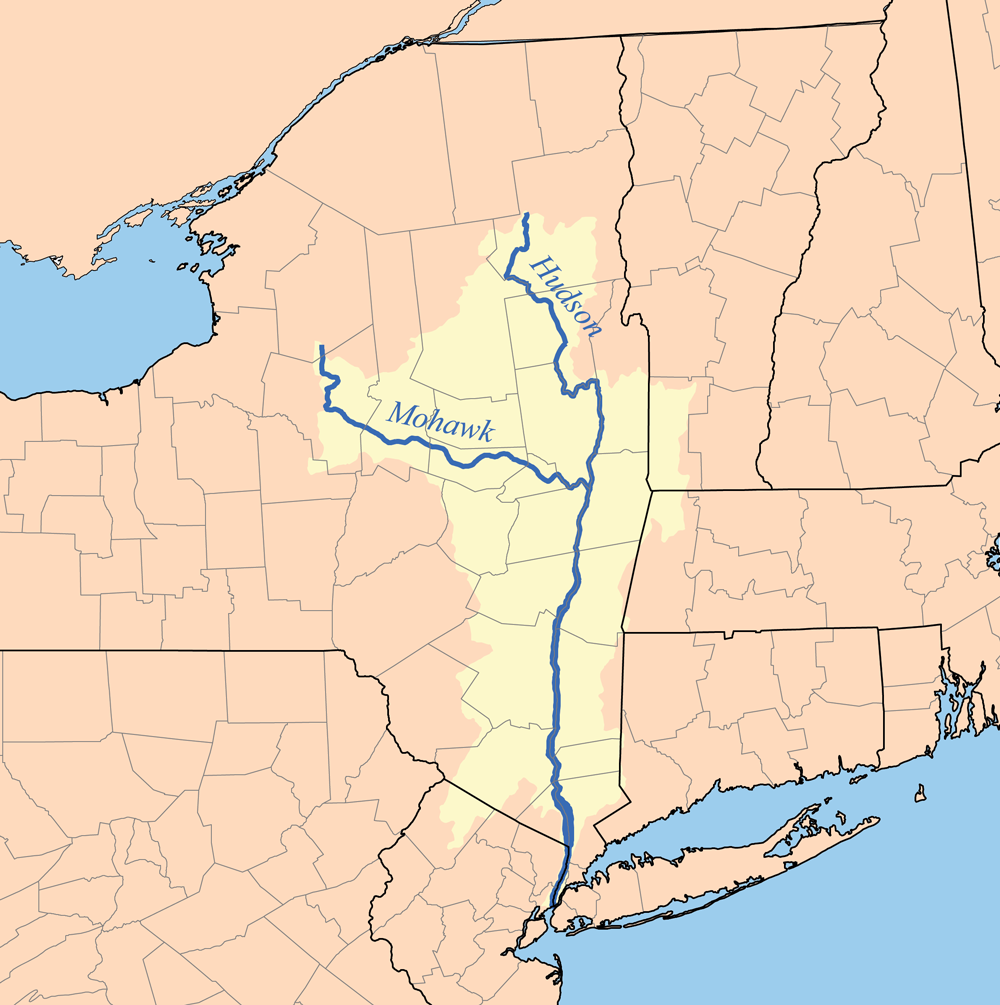
Початкові землі могікан у верхній течії Гудзона

Могікани або махікани — колись велика і могутня конфедерація п'яти індіанських племен з групи алгонкінів, що населяли 40 досить великих сіл у верхів'ях і по середній течії річки Гудзон на сході сучасного штату Нью-Йорк, південному заході Вермонта, заході Массачусетса і північному заході Коннектикута; південна межа їхніх земель проходила по району сучасного міста Покіпсі на річці Гудзон, західна — по горах Катскілл і струмка Скогарі-Крік, східна — по горах Беркшир-Хілс і Зелених горах, а на півночі їхня територія тягнулася до озера Шамплейн.

## Історія
Вважається, що в 1600 році їх налічувалося до 35 000 осіб, але до 1604 року населення скоротилося до 25 000 осіб. Назва походить від їхньої самоназви «Muh-he-con-neok» («люди великої річки»). Серед голландців і англійців вони були також відомі під назвою «річкові індіанці», а серед французів під назвою «вовки». Вони займалися землеробством (вирощували кукурудзу), полюванням, рибальством та збиранням, мали демократичну форму правління. Управлялися вождями, статус яких передавався у спадок, а також призначуваними радниками. Могікани проживали в укріплених селищах з 20-30 будинків, розташованих на пагорбах і оточених палісадом. Могікани ділились на три фракції: Вовка, Черепахи і Індика, кожен з яких пізніше розділився, і підрозділи стали самостійними народами, але зберегли назви первинних народів як назви відповідних фракцій: фракція Вовка включає чотири роди (Вовка, Медведя, Собаки й Опосума), фракція Черепахи теж чотири (Малої черепахи, Болотної черепахи, Великої черепахи і Жовтого вугра), а фракція Індика — трьох (Індика, Журавля і Курчати). Їхнє головне село, Шодак, де збиралася рада сахемів, розташовувалося на схід від сучасного міста Олбані в штаті Нью-Йорк.
Першим європейцем, який зустрів могікан, був Генрі Гудзон (1609). З початку XVII століття могікани були втягнуті в торгівлю хутром і вели війни з мохоками, які в результаті війни 1624–1628 років (Боброві війни) відтіснили могікан до річки Коннектикут, але пізніше частина їх повернулася на свої колишні землі. Війни з мохоками завершилися укладенням тривалого миру в 1664 році, але в 1669 році мохоки завдали могіканам нищівної поразки при Хофманс-Феррі близько нинішнього міста Скенектаді в штаті Нью-Йорк. До 1672 року їхня чисельність впала приблизно до 1 тисячі осіб. Взимку 1690-1691 років серед них спалахнула епідемія натуральної віспи, а наступної зими ця хвороба забрала життя дуже багатьох могікан. У протиборстві англійців і французів могікани підтримували перших, але пізніше вони стали на бік американців.
У 1730 році значна частина могікан переселилася на річку Саськуеханна в Пенсільванії, а пізніше в Огайо, де їхні села існували приблизно з 1740 по 1810 рік, після чого їхній слід там втрачається, ймовірно, в результаті їхнього розчинення серед вайандотів (гуронів). Чисельність цих могікан на 1768 рік оцінювалася в 300 осіб. Інша їх частина (громада Гузатонік) близько 1736 року була зібрана в місію біля села Стокбрідж на заході Массачусетса. Ці могікани змогли зберегти свою культуру і самобутність. У XVIII столітті частина могікан була звернена в християнство моравськими братами і стала відома як моравські індіанці (Moravian). Нині моравські індіанці живуть на півдні канадської провінції Онтаріо і вважаються належними до народу делаварів. Під час Семирічної війни, відомої в Америці як Франко-індіанська війна і тривала не сім, а дев'ять років 1754–1763, могікани разом з мохоками боролися на боці англійців проти французів.
Одним з відомих вождів могікан був Генрік Опомут, який переконав свій народ боротися на стороні американських штатів у Війні за незалежність США. Через це він сьогодні шанується багатьма американцями. Однак його нащадкам надається набагато менше поваги. Ледве війна закінчилася, землі стокбріджських могікан були заповнені американськими поселенцями зі схвалення американської влади. Тому стокбріджські індіанці були змушені покинути цю місцевість і мігрувати на захід в сучасний штат Вісконсин, куди були запрошені дружніми їм ірокезами з племені онайда.
Американський письменник Джеймс Фенімор Купер у своєму романі «Останній з могікан», що вийшов в 1826 році, намалював романтичну картину цього племені.
Могікан часто плутають з іншим алгонкінським плем'ям — мохеганами. Зараз нащадки племені (під ім'ям Стокбрідж) проживають у штаті Вісконсин на захід від затоки Грін-Бей.